# مجلس كشافة ومرشدات السويد
مجلس كشافة ومرشدات السويد كان حتى عام 2012 اتحاد كشافي وطنيي وتوجيهي في السويد. تم حل المجلس في سبتمبر عام 2013، بعد عملية إعادة الهيكلة وتم إنشاء جمعية وطنية واحدة جديدة الكشفية وهو مجلس كشافة ومرشدات السويد.
بدأت الحركة الكشفية في السويد في عام 1908، ثم الحركة الإرشادية في عام 1910. وكانت كشافة السويد بين الأعضاء المؤسسين للمنظمة العالمية للحركة الكشفية عام 1922، وكانت ال[[مرشدات من بين مؤسسي الرابطة العالمية للمرشدات وفتيات الكشافة في عام 1928.
الكشافة السويدية لديها علاقات وثيقة مع العائلة المالكة السويدية. الملك كارل جوستاف السادس عشر ملك السويد هو العضو الأبرز ، وأولاده هم أعضاء في الحركة كذلك.

## روابط خارجية
- مجلس كشافة ومرشدات السويد